# Peter van Agtmaal
Peter van Agtmaal (* 25. Januar 1982 in Huijbergen) ist ein ehemaliger niederländischer Radrennfahrer.

## Karriere
Peter van Agtmaal wurde als Juniorenfahrer im Jahr 2000 niederländischer Meister im Straßenrennen. Seinen ersten Vertrag bei einem internationalen Radsportteam erhielt er 2002 bei Bert Story-Piels. In seinem ersten Jahr dort gewann er die beiden Eintagesrennen Omloop van het Waasland und Memorial Philippe Van Coningsloo. Danach wechselte er zum AXA Cycling Team. Hier gewann er 2003 zwei Etappen bei der Tour du Faso, im nächsten Jahr eine bei der Tour du Sénégal und die PWZ Zuidenveld Tour und 2005 gewann er drei Teilstücke der Tour d’Indonesia. Seit 2006 fuhr Peter van Agtmaal für das niederländische Continental Team P3 Transfer-Fondas. In der ersten Saison war er einmal bei der Tour de Gironde erfolgreich und 2007 gewann er eine Etappe sowie die Gesamtwertung des Grand Prix Chantal Biya im Kamerun. 2008 gewann er eine Etappe der Rumänien-Rundfahrt, 2009 die Gesamtwertung und eine Etappe des Grand Prix Chantal Biya und 2010 eine Etappe der Tour du Faso.

## Erfolge
2000
- Niederländischer Meister – Straßenrennen (Junioren)

2002
- Omloop van het Waasland
- Memorial Philippe Van Coningsloo

2003
- zwei Etappen Tour du Faso

2004
- eine Etappe Tour du Sénégal

2005
- drei Etappen Tour d’Indonesia

2006
- eine Etappe Tour de Gironde

2007
- Gesamtwertung und eine Etappe Grand Prix Chantal Biya

2008
- eine Etappe Rumänien-Rundfahrt

2009
- Gesamtwertung und eine Etappe Grand Prix Chantal Biya

2010
- eine Etappe Tour du Faso

## Teams
- 2002 Bert Story-Piels
- 2003 AXA Cycling Team
- 2004 AXA Cycling Team
- 2005 AXA Pro-Cycling Team
- 2006 Fondas-P3Transfer
- 2007 P3 Transfer-Fondas Team
- 2011 Koga Cycling Team